# Cervières, Loire
Cervières är en kommun i departementet Loire i regionen Auvergne-Rhône-Alpes i centrala Frankrike. Kommunen ligger i kantonen Noirétable som tillhör arrondissementet Montbrison. År 2022 hade Cervières 99 invånare.

## Befolkningsutveckling
Antalet invånare i kommunen Cervières
| Referens: INSEE |